# UNISUR

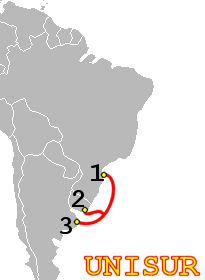

UNISUR je systém podmořských optických kabelů v Jižním Atlantském oceánu spojující Argentinu, Uruguay a Brazílii.
Jeho body připojení jsou v:
1. Florianópolis, Stát Santa Catarina, Brazílie
2. Maldonado, Maldonado Department, Uruguay
3. Las Toninas, Provincie Buenos Aires, Argentina

Přenosová kapacita tohoto systému je 560 Mbit/s a celková délka je 1 720 km. Provoz započal 16. listopadu 1994.